# Mistrzostwa Europy w Pływaniu na krótkim basenie 1993
3. Mistrzostwa Europy w pływaniu na krótkim basenie odbyły się w dniach 11–13 listopada 1993 roku w Gateshead (Wielka Brytania).

## Rezultaty mężczyzn

### 50 m stylem dowolnym
| Medal | Zawodnik          | Państwo | Czas  |
| ----- | ----------------- | ------- | ----- |
|       | Joakim Holmqvist  | Szwecja | 22,26 |
|       | Władimir Priedkin | Rosja   | 22,45 |
|       | Silko Günzel      | Niemcy  | 22,45 |

### 50 m stylem grzbietowym
| Medal | Zawodnik            | Państwo | Czas  |
| ----- | ------------------- | ------- | ----- |
|       | Patrick Hermanspann | Niemcy  | 25,76 |
|       | Tino Weber          | Niemcy  | 25,78 |
|       | Zsolt Hegmegi       | Niemcy  | 25,99 |

### 50 m stylem klasycznym
| Medal | Zawodnik       | Państwo  | Czas  |
| ----- | -------------- | -------- | ----- |
|       | Wasilij Iwanow | Rosja    | 27,82 |
|       | Ron Dekker     | Holandia | 27,89 |
|       | Mark Warnecke  | Niemcy   | 28,03 |

### 50 m stylem motylkowym
| Medal | Zawodnik          | Państwo   | Czas  |
| ----- | ----------------- | --------- | ----- |
|       | Carlos Sánchez    | Hiszpania | 24,04 |
|       | Jan Karlsson      | Szwecja   | 24,19 |
|       | Władimir Priedkin | Rosja     | 24,32 |

### 100 m stylem zmiennym
| Medal | Zawodnik         | Państwo  | Czas  |
| ----- | ---------------- | -------- | ----- |
|       | Ron Dekker       | Holandia | 55,77 |
|       | Indrek Sei       | Estonia  | 56,07 |
|       | Christian Keller | Niemcy   | 56,14 |

### 4×50m stylem dowolnym (sztafeta)
| Medal | Zawodnik  | Państwo   | Czas    |
| ----- | --------- | --------- | ------- |
|       | Szwecja   | Szwecja   | 1:28,80 |
|       | Niemcy    | Niemcy    | 1:28,88 |
|       | Chorwacja | Chorwacja | 1:32,96 |

### 4×50m stylem zmiennym (sztafeta)
| Medal | Zawodnik | Państwo | Czas    |
| ----- | -------- | ------- | ------- |
|       | Szwecja  | Szwecja | 1:39,54 |
|       | Rosja    | Rosja   | 1:40,22 |
|       | Niemcy   | Niemcy  | 1:40,23 |

## Rezultaty kobiet

### 50 m dowolnym
| Medal | Zawodniczka     | Państwo | Czas  |
| ----- | --------------- | ------- | ----- |
|       | Sandra Völker   | Niemcy  | 25,55 |
|       | Linda Olofsson  | Szwecja | 25,56 |
|       | Annette Hadding | Niemcy  | 25,79 |

### 50 m stylem grzbietowym
| Medal | Zawodniczka     | Państwo | Czas  |
| ----- | --------------- | ------- | ----- |
|       | Sandra Völker   | Niemcy  | 28,26 |
|       | Nina Żiwanewska | Rosja   | 28,71 |
|       | Andrea Kutz     | Niemcy  | 29,32 |

### 50 m stylem klasycznym
| Medal      | Zawodniczka    | Państwo | Czas  |
| ---------- | -------------- | ------- | ----- |
|            | Sylvia Gerasch | Niemcy  | 31,57 |
|            | Peggy Hartung  | Niemcy  | 31,89 |
| Karen Rake | Niemcy         |         | 31,89 |

### 50 m stylem motylkowym
| Medal | Zawodniczka         | Państwo | Czas  |
| ----- | ------------------- | ------- | ----- |
|       | Louise Karlsson     | Szwecja | 27,49 |
|       | Swietłana Posdejewa | Rosja   | 27,88 |
|       | Julia Voitowitsch   | Niemcy  | 27,91 |

### 100 m stylem zmiennym
| Medal | Zawodniczka     | Państwo | Czas    |
| ----- | --------------- | ------- | ------- |
|       | Louise Karlsson | Szwecja | 1:01,45 |
|       | Ulrika Jardfelt | Szwecja | 1:02,74 |
|       | Sylvia Gerasch  | Niemcy  | 1:03,12 |

### 4×50m stylem dowolnym (sztafeta)
| Medal | Zawodniczka     | Państwo         | Czas    |
| ----- | --------------- | --------------- | ------- |
|       | Szwecja         | Szwecja         | 1:41,27 |
|       | Niemcy          | Niemcy          | 1:43,08 |
|       | Wielka Brytania | Wielka Brytania | 1:46,04 |

### 4×50m stylem zmiennym (sztafeta)
| Medal | Zawodniczka     | Państwo         | Czas    |
| ----- | --------------- | --------------- | ------- |
|       | Niemcy          | Niemcy          | 1:53,26 |
|       | Szwecja         | Szwecja         | 1:53,74 |
|       | Wielka Brytania | Wielka Brytania | 1:57,13 |

## Tabela medalowa
| Miejsce | Kraj            |    |    |    | Razem |
| ------- | --------------- | -- | -- | -- | ----- |
| 1       | Szwecja         | 6  | 4  | 1  | 11    |
| 2       | Niemcy          | 5  | 5  | 7  | 17    |
| 3       | Rosja           | 1  | 4  | 1  | 6     |
| 4       | Holandia        | 1  | 1  | 0  | 2     |
| 5       | Hiszpania       | 1  | 0  | 0  | 1     |
| 6       | Wielka Brytania | 0  | 1  | 2  | 3     |
| 7       | Estonia         | 0  | 1  | 0  | 1     |
| 8       | Chorwacja       | 0  | 0  | 1  | 1     |
| Razem   | Razem           | 14 | 16 | 12 | 42    |